# Баняско
Баня̀ско (на италиански: Bagnasco; на пиемонтски: Bagnasch, Баняск) е село и община в Северна Италия, провинция Кунео, регион Пиемонт. Разположено е на 483 m надморска височина. Населението на общината е 1054 души (към 2010 г.).